# Danza Kuduro
Danza Kuduro (Nederlands: Kudurodans) is een nummer van de Puerto Ricaanse zanger Don Omar en de Portugese zanger Lucenzo. Het nummer staat op het album Meet the Orphans. De videoclip is opgenomen op Sint Maarten. 
In Nederland werd de single destijds veel gedraaid op Radio 538, Qmusic, Radio Veronica, NPO Radio 2 en NPO 3FM en werd een gigantische zomerhit in Nederland en België. In de Single Top 100 en de publieke hitlijst; toentertijd de Mega Top 50 op NPO 3FM stonden de Portugese versie (Vem dançar kuduro) van Lucenzo met Big Ali en de Spaanse versie (Danza kuduro) samen genoteerd. In de Nederlandse Top 40 op destijds Radio 538 en de Vlaamse Ultratop 50 stonden alleen de Spaanse versie genoteerd. Verder is de single gebruikt voor de Fast and the Furious filmreeks.

## Hitnoteringen

### Nederlandse Top 40
| Hitnotering: 16-07-2011 t/m 12-11-2011 | Hitnotering: 16-07-2011 t/m 12-11-2011 | Hitnotering: 16-07-2011 t/m 12-11-2011 | Hitnotering: 16-07-2011 t/m 12-11-2011 | Hitnotering: 16-07-2011 t/m 12-11-2011 | Hitnotering: 16-07-2011 t/m 12-11-2011 | Hitnotering: 16-07-2011 t/m 12-11-2011 | Hitnotering: 16-07-2011 t/m 12-11-2011 | Hitnotering: 16-07-2011 t/m 12-11-2011 | Hitnotering: 16-07-2011 t/m 12-11-2011 | Hitnotering: 16-07-2011 t/m 12-11-2011 | Hitnotering: 16-07-2011 t/m 12-11-2011 | Hitnotering: 16-07-2011 t/m 12-11-2011 | Hitnotering: 16-07-2011 t/m 12-11-2011 | Hitnotering: 16-07-2011 t/m 12-11-2011 | Hitnotering: 16-07-2011 t/m 12-11-2011 | Hitnotering: 16-07-2011 t/m 12-11-2011 | Hitnotering: 16-07-2011 t/m 12-11-2011 | Hitnotering: 16-07-2011 t/m 12-11-2011 | Hitnotering: 16-07-2011 t/m 12-11-2011 |
| Week:                                  | 1                                      | 2                                      | 3                                      | 4                                      | 5                                      | 6                                      | 7                                      | 8                                      | 9                                      | 10                                     | 11                                     | 12                                     | 13                                     | 14                                     | 15                                     | 16                                     | 17                                     | 18                                     |                                        |
| -------------------------------------- | -------------------------------------- | -------------------------------------- | -------------------------------------- | -------------------------------------- | -------------------------------------- | -------------------------------------- | -------------------------------------- | -------------------------------------- | -------------------------------------- | -------------------------------------- | -------------------------------------- | -------------------------------------- | -------------------------------------- | -------------------------------------- | -------------------------------------- | -------------------------------------- | -------------------------------------- | -------------------------------------- | -------------------------------------- |
| Positie:                               | 25                                     | 4                                      | 1                                      | 1                                      | 1                                      | 1                                      | 1                                      | 1                                      | 1                                      | 2                                      | 5                                      | 8                                      | 11                                     | 16                                     | 20                                     | 28                                     | 31                                     | 35                                     | uit                                    |

### Mega Top 50
| Hitnotering: 9-07-2011 t/m 22-10-2011 | Hitnotering: 9-07-2011 t/m 22-10-2011 | Hitnotering: 9-07-2011 t/m 22-10-2011 | Hitnotering: 9-07-2011 t/m 22-10-2011 | Hitnotering: 9-07-2011 t/m 22-10-2011 | Hitnotering: 9-07-2011 t/m 22-10-2011 | Hitnotering: 9-07-2011 t/m 22-10-2011 | Hitnotering: 9-07-2011 t/m 22-10-2011 | Hitnotering: 9-07-2011 t/m 22-10-2011 | Hitnotering: 9-07-2011 t/m 22-10-2011 | Hitnotering: 9-07-2011 t/m 22-10-2011 | Hitnotering: 9-07-2011 t/m 22-10-2011 | Hitnotering: 9-07-2011 t/m 22-10-2011 | Hitnotering: 9-07-2011 t/m 22-10-2011 | Hitnotering: 9-07-2011 t/m 22-10-2011 | Hitnotering: 9-07-2011 t/m 22-10-2011 | Hitnotering: 9-07-2011 t/m 22-10-2011 | Hitnotering: 9-07-2011 t/m 22-10-2011 |
| Week:                                 | 1                                     | 2                                     | 3                                     | 4                                     | 5                                     | 6                                     | 7                                     | 8                                     | 9                                     | 10                                    | 11                                    | 12                                    | 13                                    | 14                                    | 15                                    | 16                                    |                                       |
| ------------------------------------- | ------------------------------------- | ------------------------------------- | ------------------------------------- | ------------------------------------- | ------------------------------------- | ------------------------------------- | ------------------------------------- | ------------------------------------- | ------------------------------------- | ------------------------------------- | ------------------------------------- | ------------------------------------- | ------------------------------------- | ------------------------------------- | ------------------------------------- | ------------------------------------- | ------------------------------------- |
| Positie:                              | 25                                    | 3                                     | 1                                     | 1                                     | 1                                     | 1                                     | 1                                     | 3                                     | 2                                     | 5                                     | 7                                     | 13                                    | 19                                    | 29                                    | 44                                    | 45                                    | uit                                   |

### Single Top 100
| Hitnotering: 09-07-2011 t/m 26-11-2011 | Hitnotering: 09-07-2011 t/m 26-11-2011 | Hitnotering: 09-07-2011 t/m 26-11-2011 | Hitnotering: 09-07-2011 t/m 26-11-2011 | Hitnotering: 09-07-2011 t/m 26-11-2011 | Hitnotering: 09-07-2011 t/m 26-11-2011 | Hitnotering: 09-07-2011 t/m 26-11-2011 | Hitnotering: 09-07-2011 t/m 26-11-2011 | Hitnotering: 09-07-2011 t/m 26-11-2011 | Hitnotering: 09-07-2011 t/m 26-11-2011 | Hitnotering: 09-07-2011 t/m 26-11-2011 | Hitnotering: 09-07-2011 t/m 26-11-2011 | Hitnotering: 09-07-2011 t/m 26-11-2011 | Hitnotering: 09-07-2011 t/m 26-11-2011 | Hitnotering: 09-07-2011 t/m 26-11-2011 | Hitnotering: 09-07-2011 t/m 26-11-2011 | Hitnotering: 09-07-2011 t/m 26-11-2011 | Hitnotering: 09-07-2011 t/m 26-11-2011 | Hitnotering: 09-07-2011 t/m 26-11-2011 | Hitnotering: 09-07-2011 t/m 26-11-2011 | Hitnotering: 09-07-2011 t/m 26-11-2011 | Hitnotering: 09-07-2011 t/m 26-11-2011 | Hitnotering: 09-07-2011 t/m 26-11-2011 |
| Week:                                  | 1                                      | 2                                      | 3                                      | 4                                      | 5                                      | 6                                      | 7                                      | 8                                      | 9                                      | 10                                     | 11                                     | 12                                     | 13                                     | 14                                     | 15                                     | 16                                     | 17                                     | 18                                     | 19                                     | 20                                     | 21                                     |                                        |
| -------------------------------------- | -------------------------------------- | -------------------------------------- | -------------------------------------- | -------------------------------------- | -------------------------------------- | -------------------------------------- | -------------------------------------- | -------------------------------------- | -------------------------------------- | -------------------------------------- | -------------------------------------- | -------------------------------------- | -------------------------------------- | -------------------------------------- | -------------------------------------- | -------------------------------------- | -------------------------------------- | -------------------------------------- | -------------------------------------- | -------------------------------------- | -------------------------------------- | -------------------------------------- |
| Positie:                               | 12                                     | 2                                      | 1                                      | 1                                      | 1                                      | 1                                      | 1                                      | 3                                      | 3                                      | 5                                      | 8                                      | 10                                     | 23                                     | 22                                     | 34                                     | 37                                     | 46                                     | 43                                     | 59                                     | 61                                     | 77                                     | uit                                    |

### Vlaamse Ultratop 50
| Hitnotering: (Week 1 t/m 19) 02-07-2011 t/m 05-11-2011 Hitnotering: (Week 20) 19-11-2011 Hitnotering: (Week 21) 14-01-2012 | Hitnotering: (Week 1 t/m 19) 02-07-2011 t/m 05-11-2011 Hitnotering: (Week 20) 19-11-2011 Hitnotering: (Week 21) 14-01-2012 | Hitnotering: (Week 1 t/m 19) 02-07-2011 t/m 05-11-2011 Hitnotering: (Week 20) 19-11-2011 Hitnotering: (Week 21) 14-01-2012 | Hitnotering: (Week 1 t/m 19) 02-07-2011 t/m 05-11-2011 Hitnotering: (Week 20) 19-11-2011 Hitnotering: (Week 21) 14-01-2012 | Hitnotering: (Week 1 t/m 19) 02-07-2011 t/m 05-11-2011 Hitnotering: (Week 20) 19-11-2011 Hitnotering: (Week 21) 14-01-2012 | Hitnotering: (Week 1 t/m 19) 02-07-2011 t/m 05-11-2011 Hitnotering: (Week 20) 19-11-2011 Hitnotering: (Week 21) 14-01-2012 | Hitnotering: (Week 1 t/m 19) 02-07-2011 t/m 05-11-2011 Hitnotering: (Week 20) 19-11-2011 Hitnotering: (Week 21) 14-01-2012 | Hitnotering: (Week 1 t/m 19) 02-07-2011 t/m 05-11-2011 Hitnotering: (Week 20) 19-11-2011 Hitnotering: (Week 21) 14-01-2012 | Hitnotering: (Week 1 t/m 19) 02-07-2011 t/m 05-11-2011 Hitnotering: (Week 20) 19-11-2011 Hitnotering: (Week 21) 14-01-2012 | Hitnotering: (Week 1 t/m 19) 02-07-2011 t/m 05-11-2011 Hitnotering: (Week 20) 19-11-2011 Hitnotering: (Week 21) 14-01-2012 | Hitnotering: (Week 1 t/m 19) 02-07-2011 t/m 05-11-2011 Hitnotering: (Week 20) 19-11-2011 Hitnotering: (Week 21) 14-01-2012 | Hitnotering: (Week 1 t/m 19) 02-07-2011 t/m 05-11-2011 Hitnotering: (Week 20) 19-11-2011 Hitnotering: (Week 21) 14-01-2012 | Hitnotering: (Week 1 t/m 19) 02-07-2011 t/m 05-11-2011 Hitnotering: (Week 20) 19-11-2011 Hitnotering: (Week 21) 14-01-2012 | Hitnotering: (Week 1 t/m 19) 02-07-2011 t/m 05-11-2011 Hitnotering: (Week 20) 19-11-2011 Hitnotering: (Week 21) 14-01-2012 | Hitnotering: (Week 1 t/m 19) 02-07-2011 t/m 05-11-2011 Hitnotering: (Week 20) 19-11-2011 Hitnotering: (Week 21) 14-01-2012 | Hitnotering: (Week 1 t/m 19) 02-07-2011 t/m 05-11-2011 Hitnotering: (Week 20) 19-11-2011 Hitnotering: (Week 21) 14-01-2012 | Hitnotering: (Week 1 t/m 19) 02-07-2011 t/m 05-11-2011 Hitnotering: (Week 20) 19-11-2011 Hitnotering: (Week 21) 14-01-2012 | Hitnotering: (Week 1 t/m 19) 02-07-2011 t/m 05-11-2011 Hitnotering: (Week 20) 19-11-2011 Hitnotering: (Week 21) 14-01-2012 | Hitnotering: (Week 1 t/m 19) 02-07-2011 t/m 05-11-2011 Hitnotering: (Week 20) 19-11-2011 Hitnotering: (Week 21) 14-01-2012 | Hitnotering: (Week 1 t/m 19) 02-07-2011 t/m 05-11-2011 Hitnotering: (Week 20) 19-11-2011 Hitnotering: (Week 21) 14-01-2012 | Hitnotering: (Week 1 t/m 19) 02-07-2011 t/m 05-11-2011 Hitnotering: (Week 20) 19-11-2011 Hitnotering: (Week 21) 14-01-2012 | Hitnotering: (Week 1 t/m 19) 02-07-2011 t/m 05-11-2011 Hitnotering: (Week 20) 19-11-2011 Hitnotering: (Week 21) 14-01-2012 | Hitnotering: (Week 1 t/m 19) 02-07-2011 t/m 05-11-2011 Hitnotering: (Week 20) 19-11-2011 Hitnotering: (Week 21) 14-01-2012 | Hitnotering: (Week 1 t/m 19) 02-07-2011 t/m 05-11-2011 Hitnotering: (Week 20) 19-11-2011 Hitnotering: (Week 21) 14-01-2012 | Hitnotering: (Week 1 t/m 19) 02-07-2011 t/m 05-11-2011 Hitnotering: (Week 20) 19-11-2011 Hitnotering: (Week 21) 14-01-2012 |
| Week: | 1 | 2 | 3 | 4 | 5 | 6 | 7 | 8 | 9 | 10 | 11 | 12 | 13 | 14 | 15 | 16 | 17 | 18 | 19 | | 20 | | 21 | |
| --- | --- | --- | --- | --- | --- | --- | --- | --- | --- | --- | --- | --- | --- | --- | --- | --- | --- | --- | --- | --- | --- | --- | --- | --- |
| Positie: | 40 | 41 | 39 | 28 | 18 | 15 | 12 | 12 | 7 | 11 | 11 | 11 | 15 | 21 | 25 | 27 | 37 | 37 | 48 | uit | 50 | uit | 49 | uit |